# Pergamon Press
Pergamon Press, hay Nhà xuất bản Pergamon, là một nhà xuất bản có trụ sở ở Oxford, được thành lập bởi Paul Rosbaud và Robert Maxwell, chuyên về xuất bản sách và tạp chí khoa học và y tế. Ban đầu được gọi là Butterworth-Springer, giờ nó là một ấn hiệu của Elsevier.